# Sistema Nacional de Seguros Privados
O Sistema Nacional de Seguros Privados do Brasil (SNSP), é formado por órgãos e empresas que trabalham no mercado de seguros, capitalização e previdência complementar aberta. Tem por objetivo criar um ambiente para formulação da política de seguros privados, e legislar sobre suas normas, além de fiscalizar as operações.
É formado pela Superintendência de Seguros Privados - SUSEP, o Conselho Nacional de Seguros Privados - CNSP, e pelas sociedades autorizadas a operar em seguros privados e capitalização, as entidades de previdência privada aberta e os corretores de seguros habilitados.